# جوناثان باكلي
جوناثان باكلي هو عضو المجلس المحلي ‏ وسياسي بريطاني، ولد في 19 يوليو 1991. في انتخابات جمعية أيرلندا الشمالية 2017 ‏، انتخب Member of the 6th Northern Ireland Assembly ‏ عن دائرة بان العليا ‏ وقد انضم خلال فترته النيابية ‏ (3 مارس 2017 – ) للكتلة البرلمانية الحزب الديمقراطي الاتحادي.